# Flesberg
Flesberg er en kommune i Buskerud fylke i Norge. Kommunen grænser til Kongsberg, Øvre Eiker, Rollag og Sigdal i Buskerud og Notodden og Tinn i Telemark. Flesberg ligger nederst i Numedal og elven Numedalslågen løber gennem kommunen.
Den var en del af  Viken fylke som blev etableret 1. januar 2020, men opløst fra 1. januar 2024.
De vigtigste erhverv er skovbrug og landbrug . Der er også en udbredt turisme med store hytteområder og vinteraktiviteter i fjeldområdene. Moelven Træindustri og Norske Fjeldhus er de største virksomheder i kommunen.

## Areal og befolkning
De fleste af kommunens indbyggerene bor i byerne Lampeland, Svene, Flesberg og Lyngdal.
Kommunens højeste punkt er Flesebekkble (1.272 moh.), som ligger på Blefjell.

## Seværdigheder
- Blefjell
- Dåsettunet
- Fagerfjell
- Flesberg stavkirke
- Holtefjell
- Lyngdal kirke